# Angelo Pomponi
Angelo Pomponi (Roma, 7 giugno 1912 – Roma, 25 novembre 1982) è stato un calciatore italiano, di ruolo attaccante.

## Carriera
Giocò in Serie A con Lazio, Livorno e Lucchese Libertas (in prestito dalla formazione labronica).